# Distrikt Parinari
Der Distrikt Parinari liegt in der Provinz Loreto in der Region Loreto in Nordost-Peru. Er wurde am 7. Februar 1866 gegründet. Der Distrikt besitzt eine Fläche von 13.239 km². Beim Zensus 2017 wurden 6383 Einwohner gezählt. Im Jahr 1993 lag die Einwohnerzahl bei 7259, im Jahr 2007 bei 7292. Verwaltungssitz ist die 107 m hoch am Nordufer des Río Marañón gelegene Ortschaft Santa Rita de Castilla mit 1341 Einwohnern (Stand 2017). Santa Rita de Castilla liegt knapp 90 km westlich der Provinzhauptstadt Nauta. Ursprünglich lag die Distriktverwaltung in Parinari (Santa Cruz de Parinari). Im Süden des Distrikts befindet sich das nationale Naturschutzgebiet Pacaya-Samiria.
Das Distriktgebiet wird vom Stamm der Cocama-Amahuaca, das der Sprachengruppe der Tupi-Guaraní angehört, besiedelt.

## Geographische Lage
Der Distrikt Parinari liegt im peruanischen Amazonasgebiet im Südwesten der Provinz Loreto. Der Río Marañón durchquert den Norden des Distrikts in östlicher Richtung. Der Río Samiria, ein rechter Nebenfluss des Río Marañón, entwässert einen Großteil des Areals.
Der Distrikt Parinari grenzt im Westen an den Distrikt Lagunas (Provinz Alto Amazonas), im Nordwesten an den Distrikt Urarinas, im Nordosten an den Distrikt Nauta, im äußersten Südosten an den Distrikt Requena (Provinz Requena) sowie im Süden an den Distrikt Puinahua (ebenfalls in der Provinz Requena).

## Ortschaften
Größere Ortschaften im Distrikt Parinari neben dem Hauptort Santa Rita de Castilla sind:
- Leoncio Prado (389 Einwohner)
- Nueva Fortuna (241 Einwohner)
- Nuevo San Juan (241 Einwohner)
- Parinari oder Santa Cruz de Parinari (199 Einwohner)
- Roca Fuerte (287 Einwohner)
- San Jose de Parinari (333 Einwohner)
- San Jose de Samiria (481 Einwohner)
- San Martin del Tipishca (412 Einwohner)
- San Roque (414 Einwohner)
- Santa Rosa de Lagarto (222 Einwohner)